# Бабу-ябгу
Бабу-ябгу (д/н— до 724) — 3-й ябгу Тохаристану в 661—до 724 роках. В китайських джерелах відомий як Панту Нілі. Часто плутають з Тешем (Тіше), афшином Чаганіана.

## Життєпис
Походив з династії Ашина. Другий син сінсінван-кагана Міше-шада, який поставив Бабу новим ябгу Тохаристану. Ймовірно був досить молодим, тому керівництво перебрали атабеки. Загибель батька 662 року сприяло повстанням залежних князівств. 665 року його родич Бара Тегін став незалежним в Кабулістані і Сакастані. 667 року араби поновили наступ на Согдіану й Тохаристан. До 672 року ворог встановив владу в Кухістані, Балху, над князівством Хуттал. Ймовірно у 680-х роках деякий час спирався на допомогу тибетського імператора Дудсрона.
Подальші відомості про діяльність Бабу-ябгу обмежені. 705 року відправив свого брата Бугра-тегіна (в китайських джерелах відомого як Пуло) до танського імператора Чжун-цзуна, депідтвердив залежність відостаннього. Того ж року уклав військовий союз з тюргеський каганом Ушліком.
Втім у 711—712 роках зазнав низки поразок. 715 року  значна частина його володінь була сплюндрована Кутайбою бін Муслімом. Внаслідок цього вимушен був визнати зверхність Дамаскського халіфату. Проте 718 рокувідправив брата Бугра-тегіна посланцем до танського імператора Сюань-цзуна, запросивши допомогу проти арабів. Інше посольство було відправлено до тюргеського кагана Сулук-чора. 719 року Бабу-ябгу почав повстання в Согдіані й Тохаристані. При цьому став фактично незалежним Тіше (Теш), худат Чаганіана, що вступив в союз з Гуреком, іхшидом Согда. 
Помер до 724 року. Йому спадкував син або онук Кутлуг-Іль-Тарду, відомості про якого вкрай обмежені. 759 року араби ліквідували самостійність ТОхаристану..